# (5842) Cancelli
(5842) Cancelli es un asteroide perteneciente al cinturón de asteroides, región del sistema solar que se encuentra entre las órbitas de Marte y Júpiter, más concretamente a la familia de María, descubierto el 8 de febrero de 1986 por Henri Debehogne desde el Observatorio de La Silla, Chile.

## Designación y nombre
Designado provisionalmente como 1986 CV1. Fue nombrado Cancelli en homenaje a Ferdinando Cancelli, médico cuya especialidad es la medicina paliativa. Está profundamente involucrado en cuestiones éticas relacionadas con el final de la vida y en el cuidado de personas con enfermedades terminales.

## Características orbitales
Cancelli está situado a una distancia media del Sol de 2,584 ua, pudiendo alejarse hasta 2,915 ua y acercarse hasta 2,253 ua. Su excentricidad es 0,128 y la inclinación orbital 13,92 grados. Emplea 1517,62 días en completar una órbita alrededor del Sol.

## Características físicas
La magnitud absoluta de Cancelli es 13. Tiene 5,59 km de diámetro y su albedo se estima en 0,472. 